# Tolsti Vrh (gmina Šentjernej)
Tolsti Vrh – wieś w Słowenii, w gminie Šentjernej. W 2018 roku liczyła 146 mieszkańców.